# Geoff Parker
Geoffrey Alan Parker, genannt Geoff Parker (* 24. Mai 1944), ist ein britischer Biologe (Evolutionsbiologie, Verhaltensökologie).

## Leben
Parker studierte an der University of Bristol mit dem Bachelor-Abschluss 1965 und wurde 1969 bei Howard Everest Hinton (1912–1977) promoviert mit einer Dissertation über das Reproduktionsverhalten und die natürliche sexuelle Auslese bei der Fliegenart Scatophaga stercoraria. Die Dissertation war auch ein quantitativer Test von Darwins Theorie sexueller Auslese. Das war damals Teil einer Verschiebung des Blickwinkels auf die Auslese einzelner Individuen und ihrer Gene in der Evolutionsbiologie. 1968 wurde er Lecturer an der University of Liverpool, war kurz 1978/79 Research Fellow am King’s College der Universität Cambridge, aber 1979 wieder an der Universität Liverpool, an der er 1989 Professor wurde. 1996 erhielt er den Derby Lehrstuhl für Zoologie und 2009 wurde er emeritiert.
1970 führte er das Konzept des Wettkampfs der Spermien ein. In den 1970er Jahren wandte er die Spieltheorie auf verschiedene Probleme der Biologie an unter Verwendung des Konzepts der evolutionär stabilen Strategie (ESS) von John Maynard Smith und George R. Price. Er entwickelte 1972 mit R. R. Baker und V. G. F. Smith eine evolutionäre Theorie der Anisogamie (unterschiedliche Größe der Gameten beider Geschlechter wie Spermie und Eizelle beim Menschen). Er entwickelte evolutionäre Theorien für sexuelle Konflikte, die Evolution von Kampfverhalten, asymmetrische Wettkämpfe, Bestrafung in Tierpopulationen und anderes.
1998 wurde er Fellow der Royal Society. 2005 erhielt er die Frink Medal der Zoological Society of London und 2008 die Darwin-Medaille für sein Lebenswerk an Beiträgen zu den Grundlagen und der Weiterentwicklung der Verhaltensökologie, besonders für das Verständnis von evolutionären Anpassungen und ihren Folgen für natürliche Populationen (Laudatio). Er ist Ehrendoktor der Universität Bristol und der Memorial University of New Foundland. Er gehört zu den hochzitierten Wissenschaftlern auf seinem Gebiet.

## Schriften (Auswahl)
Außer die in den Fußnoten zitierten Arbeiten:
- mit J.M. Smith: Optimality theory in evolutionary biology, Nature, Band 348, 1990, S. 27–33
- Mate quality and mating decisions, in P. Bateson (Hrsg.), Mate Choice, Cambridge UP 1983
- Sperm competition and the evolution of animal mating strategies, in: R. L. Smith (Hrsg.), Sperm competition and the evolution of animal mating systems, Academic Press 1984
- mit M. Begon: Optimal egg size and clutch size: effects of environment and maternal phenotype, The American Naturalist, Band 128, 1986, S. 573–592
- mit M. Milinski: Competition for resources, in: J.R. Krebs, N.B. Davies (Hrsg.), Behavioural Ecology: An Behavioral Ecology, 1991, S. 137–168
- mit T. H. Clutton-Brock: Potential reproductive rates and the operation of sexual selection, The Quarterly Review of Biology, Band 67, 1992, S. 437–456
- mit D. W. Mock: The evolution of sibling rivalry, Oxford UP 1994
- mit P. Stockley, M. J. G. Gage, A. P. Möller: Sperm competition in fishes: the evolution of testis size and ejaculate characteristics, The American Naturalist, Band 149, 1997, S. 933–954
- Sperm competition and the evolution of ejaculates: towards a theory base, in: Sperm competition and sexual selection, Academic Press 1998, S. 3–54
- mit N. Wedell, M. J. G. Gage: Sperm competition, male prudence and sperm-limited females, Trends in Ecology and Evolution, Band 17, 2002, S. 313–320
- mit M. J. G. Gage u. a.: Spermatozoal traits and sperm competition in Atlantic salmon: relative sperm velocity is the primary determinant of fertilization success, Current Biology, Band 14, 2004, S. 44–47
- Sexual conflict over mating and fertilization: an overview, Phil. Trans. Roy. Soc. B, Band 361, 2006, S. 235–269